# Карло Коллоді
Ка́рло Колло́ді (справжнє ім'я Карло Лоренці́ні); (*24 листопада 1826 — †26 жовтня 1890, Флоренція) — італійський письменник та журналіст. Загальне визнання отримав завдяки популярному оповіданню «Пригоди Піноккіо», яке стало класикою дитячої літератури і було перекладено багатьма мовами світу.

## Біографія
Народився 24 листопада 1826 р. у Флоренції. Його мати, Анжела Оралі, була родом із маленького містечка Коллоді у провінції Тоскана (звідки походить псевдонім письменника), батько Доменіко Лоренціні служив кухарем у місцевої знаті. Після початкової школи Карло пішов учитися до семінарії. Під час війни за незалежність Італії (1846 та 1860 pp.) служив добровольцем в армії. Повернувшись у Флоренцію, почав займатися журналістикою та літературою.
З часом Коллоді почав працювати репортером і редактором декількох журналів, видавав сатиричні журнали, упорядковував тлумачний словник італійської мови. Його захоплення сатирою сприяло заснуванню журналу «II Lampione». У цей час з'являються деякі з його перших оповідань: «Плямочки», «Очі та носи», «Забавні нотатки».
З початком нової війни проти Австрії у 1859 р. Коллоді знову пішов добровольцем на фронт, поступив до Наваррського кавалерійського полку. У 1860 р. він повернувся з війни та працював над новими романами, комедіями та сатиричними оповіданнями. Першим дитячим твором письменника став переклад на італійську казок Шарля Перро, пізніше сам писав оповідання про пригоди Джаннеттіно, що вийшли окремою книжкою «Подорож Джаннеттіно по Італії».
Однак справжньої слави письменник зазнав як автор безсмертного оповідання Пригоди Піноккіо. 1881 року Коллоді закінчив писати новий роман «Історія маріонетки» про пригоди дерев'яної ляльки (буратіно), яку він назвав Піноккіо. Згодом роман дістав назву «Пригоди Піноккіо» і друкувався у щотижневій «Газеті для дітей». Спочатку роман друкувався у журналах і його кінець був дещо трагічним — неслухняного хлопця повісили на дубі розбійники. На думку автора це мало бути пересторогою усім неслухняним дітям, але на прохання читачів Коллоді оживив Піноккіо, повернувся до роману і дописав його. У новій версії Піноккіо не загинув, а натомість перетворився з дерев'яної маріонетки на справжнього хлопця. У 1883 р. «Пригоди Піноккіо» вийшли окремою книжкою і зразу стала однією з найпопулярніших книжок Італії та світу.
Через декілька років, у 1890 р. Карло Коллоді помер, але він навіть не міг уявити, якої великої слави зазнає його твір. Сталося, так само як і в його романі, — Піноккіо почав жити власним життям незалежно від життя свого батька. Цей роман переклали 87 мовами світу, а на батьківщині автора Піннокіо спорудили пам'ятник. У 1962 р. було засновано Національний фонд Карло Коллоді, який займається дослідженням творчості письменника та популяризацією його творів.